# Nationalparker i Ukraine
Der er 49 Nationalparker i Ukraine (direkte oversat: Nationale Naturparker, men har IUCN-status som nationalparker). Det er bevaringsområder, der er en del af Ukraines naturbeskyttelsesfond. Det samlede område beskyttet som nationalpark er cirka 11.116 km2, med et gennemsnit på 226,85 km2. Den største nationalpark er Øvre Pobuzjzjja i Khmelnytskyj oblast som er 1.000 km2 . Den mindste park er Derman-Ostroh Nationalpark, på mindre end 55 km2.
Naturbeskyttelsesfonden blev hovedsagelig oprettet efter Sovjetunionens fald. Der var meget få nationalparker i Ukraine, og de fleste af dem var i den vestlige del.

## Liste
| #  | Navn                                     | Billede | Sted                                                                    | Areal (ha) | År   | Beskrivelse |
| -- | ---------------------------------------- | ------- | ----------------------------------------------------------------------- | ---------- | ---- | --- |
| 1  | Azov-Syvash                              |         | Kherson oblast Azov-Syvash                                              | 52.154     | 1993 | Ligger på Byriuchyi-øen i den nordvestlige del af Azovhavet. Parken blev oprettet for at beskytte det unikke kystmiljø i det nordvestlige Azov-område. Den er særlig vigtig som et stop på ruten for trækfugle, med over en million fugle, der besøger den hvert år. |
| 2  | Buzkyj Hard                              |         | Mykolaiv oblast Buzk's Gard                                             | 6.138      | 2009 | Dækker et område langs floden Sydlige Buh (Sydlige Bug) i det sydlige og centrale Ukraine. På dette sted skærer den sydlige Buh-floden gennem den sydlige kant af det ukrainske skjold. (en blok af arkæisk grundfjeld). |
| 3  | Karpaterne                               |         | Ivano-Frankivsk oblast Karpaterne                                       | 50.303     | 1980 | Karpaternes Nationalpark er den første nationalpark i Ukraine og en af landets største nationalparker. |
| 4  | Tjarivna Havan (Charming Harbor)         |         | Krim Tarkhanhut                                                         | 6.270      | 2009 | Nationalparken dækker et kystområde af Tarkhankut-halvøen (der i sig selv er en del af Krimhalvøen) ved Sortehavet. Parken beskytter og udstiller steppelandskabet, der falder ned mod kysten i et halvtørt miljø og med dramatiske klipper og klippeformationer. |
| 5  | Tjeremoskyj                              |         | Tjernivtsi oblast Cheremosh                                             | 7.118      | 2009 | En samling af tre reservater i den nordøstlige del af Karpaterne, beliggende i det sydvestlige Ukraine. Parken fremhæver den meget varierede geologi i de nordøstlige Karpater, samt de dybe granskove i regionen. |
| 6  | Dermansko-Ostrozkyj                      |         | Rivne oblast Derman-Ostroh                                              | 1.648      | 2009 | Ligger i en floddal, der adskiller den sydlige kant afdet Polesiske lavland og den nordlige kant af det Podoliske højland i det nordvestlige Ukraine. Terrænet er en blanding af fyrre-egeskov og sumpet flodlavland |
| 7  | Desnjansko-Starohutskyj                  |         | Sumy oblast Desna-Starogutsky                                           | 16.215     | 1999 | Dækker den midterste del af Desna-floden i det nordøstlige Ukraine, der repræsenterer de forskellige vådområder og blandede skovlandskaber i den østlige Polesia-region. Parken indeholder to dele, den ene på Desna-flodens flodsletter, den anden i den sydlige del af Brjanskskoven ved den russiske grænse. |
| 8  | Dnestr Canyon                            |         | Ternopil oblast Dniester Canyon                                         | 10.830     | 2010 | Følger Dniester Canyon, den største kløft i Ukraine, langs midten af Dniesterfloden. Den beskytter en relativt uudviklet del af det ukrainske skov-steppelandskab, ca. 75 km øst for Karpaterne i det vestlige Ukraine. Kløften er kendt for sine varierede geologiske formationer, herunder to af de længste grotter i verden.                                                                                              |
| 9  | Dvoritjanskyj                            |         | Kharkiv oblast Dniester Canyon                                          | 3.132      | 2009 | Beliggende på grænsen mellem steppe og skov-steppe på bredden af floden Oskil, i den sydøstlige del af Ukraine. |
| 10 | Dzjarylhatskyj                           |         | Kherson oblast Dzharylhak                                               | 10.000     | 2009 | Omfatter øen Dzjarylhatj og den tilstødende Karkinit-bugt i den nordlige del af Sortehavet. Dzjarylhatskyj, der er berømt for sine rene sandstrande og mineralske kilder i de mange små søer, er den største ø i Sortehavet. Dele af parken har været beskyttede naturreservater i næsten 100 år. |
| 11 | Velykyj Luh                              |         | Zaporizjzja oblast Welykyj Luh                                          | 16.756     | 2006 | Omfatter steppeterrænet i det sydøstlige Ukraine. Den ligger på sydbredden af Kakhovskereservoiret (Dnepr), som blev skabt af Kakhovka vandkraftværket. Engene og rørskovene på bredden understøtter en af de største rastepladser for fugle i Østeuropa. |
| 12 | Galiciske Nationalpark                   |         | Ivano-Frankivsk oblast Halych                                           | 14.685     | 2004 | Skov, steppe, enge og vådområder i grænselandet mellem Karpaterne i Ukraine og den sydvestlige del af den Østeuropæiske slette. |
| 13 | Hetmanskyj                               |         | Sumy oblast Hetman                                                      | 23.360     | 2009 | Parken begynder ved grænsen til Rusland, hvor Vorskla-floden løber mod vest og syd, og følger floden i hele dens længde på 122 km gennem Sumy oblast. Der er nogle korte afbrydelser mellem sektorerne for veje eller bebyggede landsbyer. Terrænet er for det meste fladt, med nogle bakker og kløfter. |
| 14 | Holosíjivskyj                            |         | Kyiv Holosiivskyi                                                       | 4525       | 2007 | En beskyttet rest af skov omgivet af byområdet i byen Kyiv, Ukraine. Den ligger i Kyiv-bjergene, i Dnjester-Dnepr skov-steppe-provinsen, Nord-Dnepr lavland og steppezonen i Dnepr-provinsen på venstre bred. |
| 15 | Swjati Hory                              |         | Donetsk oblast Swjati Hory                                              | 40.609     | 1997 | Beliggende langs kridtklipperne og flodterrasserne ved Donetsfloden i det østlige Ukraine. Parkens grænser er et kludetæppe af skovområder, der strækker sig langs Donets-flodens bredder. De Swjati Hory (de Hellige Bjerge) i Ukraine indeholder mange arkæologiske, naturlige, historiske og rekreative steder. |
| 16 | Homilsjánski lisy Homolschskovene        |         | Kharkiv oblast Homolschskovene                                          | 14.315     | 2004 | Omfatter etablerede skove i Donets-floddalen. Stedet har været et beskyttet område i meget lang tid, begyndende med at Peter den Store udpegede det lokale område som en "beskyttet skibslund" for at beskytte træ til skibsbyggeri. Stedet har også en høj økologisk værdi som skov-steppeland. |
| 17 | Hutsulsjtjyna                            |         | Ivano-Frankivsk oblast Hutsulshchyna                                    | 32.271     | 2002 | Ligger i det vestlige Ukraine i Karpaterne. |
| 18 | Itjnjanskyj                              |         | Tjernihiv oblast Ichnya                                                 | 9.666      | 2004 | Omfatter et skov-steppeterræn i floden Udays afvandingsområde, ca. 120 km nordøst for Kyiv. |
| 19 | Biloberezjzjja Svjatoslava               |         | Mykolaiv oblast Sviatoslavkysten                                        | 35.223     | 2009 | Svjatoslava Hvide Strande ligger på nordkysten af Sortehavet i det sydlige Ukraine. Den dækker dele af Dnepr-Buh flodmundingen, Kinburn landtangen lige syd for mundingen og Yahorlyk-bugten, en lavvandet bugt i selve Sortehavet. Ved siden af området langs kysten ligger Biosfærereservatet Sortehavet. |
| 20 | Karmeljukove Podillja                    |         | Vinnitsja oblast Karmelyukove Podillya                                  | 16.518     | 2009 | Beliggende i det sydvestlige Ukraine på de skovklædte sydlige skråninger af det ukrainske skjold. |
| 21 | Khotynskyj                               |         | Tjernihiv oblast Khotyn                                                 | 9.400      | 2010 | Dækker en del af kløften ved Dniesterfloden og Dniester Reservoiret. Det ligger i den vestlige del af landet på grænsen til Rumænien. Den berømte Khotyn-fæstning ligger i området. |
| 22 | Kremenetski                              |         | Ternopil oblast Kremenets                                               | 6.951      | 2009 | En klynge af bjerge og højdedrag i Hologoro-Kremenetski-bjergkæden i Podolian Upland i det vestlige centrale Ukraine. |
| 23 | Nyzjnjodnistrovskyj (Nedre Dnestr)       |         | Odessa oblast Nedre Dniester                                            | 21.311     | 2008 | En stor del af Dnjestr-flodens munding, hvor den løber ud i Sortehavet i det sydvestlige Ukraine. Flodsletterne og vandløbene er vigtige for ynglende og overvintrende vandfugle. De er også vigtige for gydende fisk: over 70 fiskearter i 20 grupper er registreret i parken.. |
| 24 | Nedre Polesien                           |         | Khmelnytskyj oblast Nedre Polissia                                      | 9.515      | 2013 | Parken er en del af Polesien-regionen og omfatter flere søer og vådområder samt dele af floddalene Gorin, Vilia, Gnylyi Rih. |
| 25 | Nedre Sula Nisjnij Novgorod Nationalpark |         | Poltava oblast Nedre Sula                                               | 16.879     | 2010 | Dækker det nedre løb af Sula, når den løber ind i Krementjukreservoiret, 120 km sydøst for Kyiv. De omfattende moser, sumpe og andre vådområder i området er vigtige levesteder for fisk, vandfugle og planter på flodsletterne. |
| 26 | Meotyda                                  |         | Donetsk oblast Meotida                                                  | 20.720     | 2009 | En kyststrækning og de indre flodmundinger og kystområder i den nordlige udkant af Azovske Hav i Ukraine. Administrationen af selve parken er blevet forstyrret af fjendtlighederne i området. Tidligere støttede de beskyttede områder i parken vigtige populationer af vandfugle på træk og over 100 arter af ynglefugle.                                                                                                  |
| 27 | Mezynskyj                                |         | Tjernihiv oblast Mezynsky                                               | 31.035     | 2006 | Skov- og flodterrasser ved floden Desna i den nordlige del af landet. Parken blev oprettet for at skabe balance mellem beskyttelse af følsomme økologiske og arkæologiske steder, rekreation og landbrug på landet. |
| 28 | Nordlige Podillja                        |         | Lviv oblast Nordlige Podillya                                           | 15.588     | 2010 | Dækker en række forskellige beskyttede områder i det nordvestlige Podoliske plaeteau i Ukraine. Parken giver beskyttelse af og rekreative muligheder for rekreation i områdets repræsentative økologiske og kulturelle områder, herunder avnbøg-klædte højlandsområder, sump- og sumpflodsletter, geologisk betydningsfulde karsttræk og historiske steder, herunder tre slotte og en række steder fra 1. og 2. verdenskrig. |
| 29 | Podoliske Tovtry                         |         | Khmelnytskyj oblast Podoliske Tovtry                                    | 80.178     | 2015 | Naturlandskaber i regionen Podolien. Trovtry er en lokal betegnelse for bakker. |
| 30 | Olesjkivski                              |         | Kherson oblast Oleshky                                                  | 8.020      | 2010 | |
| 31 | Pryazovskyj                              |         | Zaporizjzja oblast Pryazovskyi                                          | 78.127     | 2010 | Den næststørste nationalpark i Ukraine, der omfatter flodmundinger, kystsletterne og landskaberne ved havet omkring floden Molochnas munding, Utlyuksky-flodmunding, på den nordvestlige kyst af Det Azovske Hav. |
| 32 | Prypjat-Stokhid                          |         | Volyn oblast Prypiat-Stokhid                                            | 39.316     | 2007 | Oprettet i 2007 for at beskytte og forene en række naturkomplekser i Pripjat og Stokhid-floderners dale i det nordvestlige Ukraine. Parken tilbyder beskyttelse, forskningsområder og rekreation i forbindelse med enge og vådområder i regionen Polesien. |
| 33 | Pyrjatyn                                 |         | Poltava oblast Pyryatyn                                                 | 12.028     | 2009 | Dækker en del af Uday floddalen i den nordlige centrale del af landet. Det er et naturbeskyttelsesområde og et rekreativt område på flodens terrasser og flodsletter. |
| 34 | Sjatskyj                                 |         | Volyn oblast Shatsky                                                    | 32.515     | 1983 | Oprettet i 1983 for at bevare, genoprette og effektivt udnytte Volyn Polissiens naturkomplekser af særlig miljømæssig, rekreativ, pædagogisk og æstetisk værdi. |
| 36 | Skoler Beskiderne                        |         | Lviv oblast Skoler Beskiderne 49°12′00″N 23°12′36″Ø / 49.200°N 23.210°Ø | 35.684     | 1999 | Skoler Beskiderne er en bjergkæde i Karpaterne i den vestlige udkant af Ukraine. Nationalparken blev oprettet i 1999 for at beskytte bøge- og blandede skove i Karpaterne og for at sikre miljømæssige, økologiske, æstetiske, uddannelsesmæssige og rekreative formål. |
| 37 | Slobozjanskyj                            |         | Kharkiv oblast Sloboda                                                  | 5.244      | 2009 | Omfatter et skov-steppeområde ved sammenløbet af Merla- og Merchik-floderne i det østlige Poltava-højland i det østlige Ukraine. Parken har et omfattende kompleks af moser, sumpområder og andre vådområder. |
| 38 | Synevyr                                  |         | Zakarpatska oblast, Synevir                                             | 40.400     | 1989 | Ligger i Zakarpatska oblast, i den sydvestlige del af landet. |
| 39 | Synjohora                                |         | Ivano-Frankivsk oblast Synyohora                                        | 10.866     | 2009 | Overgangen til fuld nationalparkstatus var usikker i 2017, og dele af parken er lukket for offentligheden.. |
| 40 | Tsumanska Pusjtja                        |         | Volyn oblast Tsumanska Puscha                                           | 33.475     | 2010 | |
| 41 | Tuzly Lagunerne                          |         | Odessa oblast Tuzly Lagunerne                                           | 10.866     | 2009 | Omfatter Tuzly Lagunerne: som består af dele af de større laguner Shahany, Alibey, Burnas; og de små laguner Solone Ozero, Khadzhyder, Karachaus, Budury, Martaza, Mahala, Malyi Sasyk, og Dzhantshey. |
| 42 | Øvre Pobuzjzja (forslag)                 |         | Khmelnitsky oblast Øvre Pobuzhia                                        | 108.000    | 2013 | Parken blev projekteret til at blive oprettet i 2021. |
| 43 | Uzjanskyj                                |         | Zakarpatska oblast Uzhanian                                             | 39.159     | 1999 | Er en del af Biosfærereservat Østkarpaterne. Parken blev oprettet for at beskytte den uberørte bøgeskov i Karpaterne. |
| 44 | Verkhovynskyj                            |         | Ivano-Frankivsk oblast Verkhovyna                                       | 12.023     | 2010 | Dækker de højeste dele af floden Cheremosh i Karpaterne. |
| 45 | Vyzjnytskyj                              |         | Tjernivtsi oblast Vyzhnytsia                                            | 7.928      | 1995 | Vyzhnytsia Park ligger i de ukrainske Karpater og repræsenterer en lavlandsdel af Karpaterne med et ret mildt klima. Området er bevokset med bøg og gran. |
| 46 | Biloozerskyj                             |         | Kyiv oblast Den Hvide Sø                                                | 7.014      | 2009 | I 2014 syntes parken at være lukket for offentligheden, og den juridiske status var uklar.. |
| 47 | Javorivskyj                              |         | Lviv oblast Yavorivskyi                                                 | 7.079      | 1998 | En 75 km lang smal række af bakker, som stiger kraftigt op mod nord for Mindre Polesien. |
| 48 | Zatjarovanyj kraj                        |         | Zakarpatska oblast Zacharovany Krai                                     | 6.101      | 2009 | |
| 49 | Zalissja                                 |         | Kijev oblast Zalissya                                                   | 14.836     | 2009 | Dækker en stor skov på venstre bred af Desna-floden ca. 20 km nordøst for Kiev. Fra 2017 er området åbent for begrænset offentlig adgang, men administreres primært som et beskyttet område til "modtagelse og ophold for højtstående embedsmænd", andre statslige formål og beskyttelse af plante- og dyreliv. |